# Edgar Neville

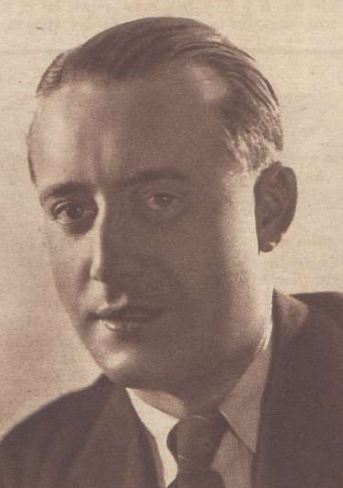
Edgar Neville

Edgar Neville, geboren als Edgar Neville Romree, IV. Conde (Graf) de Berlanga de Duero, (* 28. Dezember 1899 in Madrid, Spanien; † 23. April 1967 ebenda) war ein spanischer Diplomat, Schriftsteller, Filmregisseur, Drehbuchautor und Filmproduzent, einer der führenden Filmemacher des Kinos der Franco-Ära.

## Leben und Wirken

### Erste Schritte als Schriftsteller und Diplomat
Der gebürtige Madrileño, Sohn des britischen Ingenieurs Edward Neville Riddlesdale und einer Gräfin de Berlanga de Duero, hatte Philosophie, Geisteswissenschaften und Jura an der Universität seiner Heimatstadt sowie in der Schweiz studiert. Obwohl er sich frühzeitig einen Namen als Schriftsteller (Romane, Theaterstücke, humoristische Geschichten, Erzählungen) gemacht hatte, entschloss sich Edgar Neville zunächst für eine politische Karriere. Er begann 1922 im diplomatischen Dienst und wurde anfänglich als spanischer Konsul in die marokkanische Grenzstadt Oujda entsandt. 1927 betraute man ihn mit Sonderaufgaben und entsandte ihn an die spanische Botschaft nach Washington, D.C. Wenig später wurde Neville zum spanischen Konsul in Los Angeles berufen. Dort lernte der junge Graf zahlreiche Hollywood-Künstler wie Charlie Chaplin, Douglas Fairbanks und Mary Pickford kennen. Die Produktionsfirma MGM überzeugte Neville dazu, die Oberaufsicht von spanischen Versionen US-amerikanischer Filme zu übernehmen.

### Heimkehr nach Spanien und Filmtätigkeit
Daraufhin begann Edgar Neville nach seiner Rückkehr nach Spanien 1931 als Filmregisseur zu arbeiten. Zunächst inszenierte er nur Kurzfilme, 1934 war er als Regieassistent und Co-Drehbuchautor bei der Romanverfilmung La traviesa molinera des Argentiniers Harry d’Abbadie d’Arrast tätig. 1935 entstand mit der Romanadaption El malvado Carabel nach einer Vorlage von Wenceslao Fernández Flórez Edgar Nevilles erste Langfilm-Regie. Der erzkonservative Jungregisseur geriet bei Ausbruch des Bürgerkrieges 1936 zunächst zwischen die Fronten, stellte sich, 1937 als Kriegsreporter auf die Seite der Franquisten und erlebte mit dem Sieg der faschistischen Diktatur des „Caudillo“ 1939 seinen endgültigen Durchbruch zu einem der Paraderegisseure des neuen Regimes. Von 1939 bis 1941 inszenierte Neville mehrere Co-Produktionen mit dem anderen zentralen faschistischen Staats Europas, Italien.
Mitte der 1940er Jahre erfolgte Nevilles künstlerisch fruchtbarste Phase. Er drehte mit La torre de los siete jorobados, Domingo de carnaval und El crimen de la calle de bordadores eine populäre Polizeifilm- und Thriller-Trilogie mit Gruselelementen, die Anlehnungen an den deutschen Filmexpressionismus der 1920er Jahre erkennen ließ. Nahezu zeitgleich entstand 1945 La vida en un hilo eine recht gelungene Komödie mit maliziösem Tenor. Fünf Jahre später lieferte Neville mit El último caballo Spaniens ersten Beitrag zum neorealistischen Kino ab. Darüber hinaus drehte Edgar Neville mit den Literaturverfilmungen Nada (1947) und El baile (1959; nach seiner eigenen Vorlage von 1952) sowie mit dem vor der Kulisse des Klosters El Escorial entstandenen Flamenco-Musical Duende y misterio del flamenco weitere Publikumserfolge. Nevilles ambitionierte Co-Produktion mit Frankreich La ironia del dinero sollte sich indes als finanzielles Fiasko erweisen und beendete seine sporadische Aktivität als Produzent eigener Inszenierungen.

### Weiteres
Seit 1952 konzentrierte sich Edgar Neville wieder auf seine Tätigkeit als Schriftsteller und veröffentlichte diverse Romane und Theaterstücke. Sein Sohn Raphael Neville (1926–1996) aus der Ehe mit Ángeles Rubio Argüelles Alessandri (1906–1984), die sich als Förderin des Theaters in Málaga und Begründerin einer dortigen Schauspielschule einen Namen gemacht hatte, wirkte als Maler.

### Eishockey
Bei Urlaubsaufenthalten in der Schweiz hatte Neville den Eishockeysport kennen- und spielengelernt. Er gründete einen der ersten Eishockeyclubs Spaniens, den Azul Hockey Club und nahm mit diesem von 1923 bis 1926 an den Spanischen Meisterschaften teil, 1923 wurde er mit Azul Meister. Er spielte zudem in der Spanischen Nationalmannschaft und mit dem HC Madrid bei verschiedenen Clubturnieren.

## Filmografie
als Regisseur und (Co-)Drehbuchautor
- 1931: Yo quiero que me lleven a Hollywood (Kurzfilm)
- 1933: Falso noticiario (Kurzfilm)
- 1935: Do, re, mi, fa, sol, si o La vida intima de un tenor (Kurzfilm)
- 1935: El malvado Carabel
- 1936: La señorita de Trévelez
- 1938: La ciudad universitaria (Kurzdokumentarfilm)
- 1938: Juventudes de España (Kurzdokumentarfilm)
- 1939: ¡Vivan los hombres libres! (Dokumentarfilm)
- 1939: Santa Rogelia (nur Co-Regie)
- 1939: In der roten Hölle (Carmen fra i rossi)
- 1940: Santa Maria (Co-Regie)
- 1941: Verbena
- 1941: La parrala (Kurzfilm)
- 1942: Correo de Indias
- 1943: Café de Paris
- 1944: La torre de los siete jorobados
- 1945: La vida en un hilo (auch Produktion)
- 1945: Domingo de carnaval (auch Produktion)
- 1946: El crimen de la calle de bordadores
- 1947: Nada (auch Produktion)
- 1947: El traje de luces
- 1948: El marqués de Salamanca
- 1948: El señor Esteves
- 1950: El último caballo (auch Produktion)
- 1951: Cuento de hadas
- 1952: El cerco de diablo (Co-Regie)
- 1952: Duende y misterio del flamenco (auch Produktion)
- 1954: La ironia del dinero (Co-Regie und Produktion)
- 1959: El baile
- 1960: Mi calle